# Broumov (Plzeň)
Broumov é uma comuna checa localizada na região de Plzeň, distrito de Tachov.